# Auròs
Auròs (en francès Auros) és un municipi francès situat al departament de la Gironda i a la regió de la Nova Aquitània.

## Demografia
| 1962                                       | 1968 | 1975 | 1982 | 1990 | 1999 | 2007 |
| ------------------------------------------ | ---- | ---- | ---- | ---- | ---- | ---- |
| 585                                        | 623  | 609  | 645  | 669  | 662  | 838  |
| Des de 1962: població sense dobles comptes |      |      |      |      |      |      |

## Administració
| Període   | Identitat               | Partit |
| --------- | ----------------------- | ------ |
| 2001-2008 | Maylis Coudroy de Lille |        |
| 2008-     | Stéphane Savigneux      |        |